# Champlain (hrabstwo Clinton)
Champlain – wieś w Stanach Zjednoczonych, w stanie Nowy Jork, w hrabstwie Clinton.